# مارتن بوداي
مارتن بوداي (مواليد 11 نوفمبر 1991) هو مُقاتل فنون قتالية مختلطة سلوفاكي يُنافس في فئة الوزن الثقيل في يو إف سي. نافس سابقاً في أوكتاغون إم إم إيه، حيث كان بطل أوكتاغون للوزن الثقيل السابق. واعتباراً من 15 يوليو 2025، يحتل المركز 13 في تصنيفات يو إف سي للوزن الثقيل.

## وصلات خارجية
- Martin Buday على موقع يو إف سي (الإنجليزية)
- Martin Buday على موقع شيردوغ (الإنجليزية)
- Martin Buday على موقع Tapology.com (الإنجليزية)